# QZ-Algorithmus
Der QZ-Algorithmus oder die QZ-Faktorisierung ist ein numerisches Verfahren zur Lösung des verallgemeinerten Eigenwertproblems.
{\displaystyle Ax=\lambda Bx^{\,}} , mit {\displaystyle A,B\in \mathbb {R} ^{n\times n}} bzw. {\displaystyle A,B\in \mathbb {C} ^{n\times n}}
Das verallgemeinerte Eigenwertproblem ist äquivalent zum Eigenwertproblem {\displaystyle AB^{-1}y=\lambda y}, wobei {\displaystyle y=Bx} und {\displaystyle B} invertierbar sein muss.
Es wird jedoch nicht explizit die Matrix {\displaystyle B^{-1}} berechnet, um die Kondition des Problems nicht zu verschlechtern, sondern {\displaystyle A} und {\displaystyle B}
werden simultan durch Ähnlichkeitstransformationen (Givens-Rotationen und Householder-Spiegelungen) in verallgemeinerte Schurform gebracht.
Gegeben ist ein Matrixbüschel {\displaystyle A-\lambda B}.
Gesucht sind orthogonale Matrizen {\displaystyle Q} und {\displaystyle Z}, so dass {\displaystyle Q^{T}(A-\lambda B)Z=T-\lambda S} von verallgemeinerter Schurform ist, d. h.
{\displaystyle T} ist von quasi-oberer Dreiecksform und {\displaystyle S} ist von oberer Dreiecksform. Im Fall {\displaystyle A,B\in \mathbb {C} ^{n\times n}} ist {\displaystyle T} stets von oberer Dreiecksform. Aus der verallgemeinerten Schurform lassen sich dann die Eigenwerte und aus {\displaystyle Q} und {\displaystyle Z} {\displaystyle (A,B)}-invariante
Unterräume des Matrixbüschels {\displaystyle A-\lambda B} bestimmen.

## Vortransformation
Ziel dieses Schrittes ist es, die Matrix {\displaystyle A} durch orthogonale Transformationen auf obere Hessenbergform und die Matrix {\displaystyle B} auf obere Dreiecksform zu bringen.
Durch {\displaystyle n-1} Householder-Spiegelungen von links wird {\displaystyle B} auf obere Dreiecksform transformiert. Wendet man die gleichen Transformationen gleichzeitig auf {\displaystyle A} an, ergibt sich (Veranschaulichung an einem Beispiel der Größe (4,4)):
{\displaystyle A={\begin{pmatrix}*&*&*&*\\{*}&*&*&*\\{*}&*&*&*\\{*}&*&*&*\end{pmatrix}},B={\begin{pmatrix}*&*&*&*\\0&*&*&*\\0&0&*&*\\0&0&0&*\end{pmatrix}}}.
Man finde nun eine Givens-Rotation, die von links angewendet auf A folgende Matrix ergibt:
{\displaystyle A={\begin{pmatrix}*&*&*&*\\{*}&*&*&*\\{*}&*&*&*\\0&*&*&*\end{pmatrix}}}.
Damit erhält man für
{\displaystyle B={\begin{pmatrix}*&*&*&*\\0&*&*&*\\0&0&*&*\\0&0&*&*\end{pmatrix}}}.
Durch Anwendung einer Givens-Rotation von rechts kann die obere Dreiecksform von {\displaystyle B} wiederhergestellt
werden, ohne die Null an der linken unteren Position von A zu zerstören:
{\displaystyle A={\begin{pmatrix}*&*&*&*\\{*}&*&*&*\\{*}&*&*&*\\0&*&*&*\end{pmatrix}},B={\begin{pmatrix}*&*&*&*\\0&*&*&*\\0&0&*&*\\0&0&0&*\end{pmatrix}}}.
Durch analoges spaltenweises Erzeugen von Nullen in {\displaystyle A} erhält man eine obere Hessenbergmatrix:
1. {\displaystyle A={\begin{pmatrix}*&*&*&*\\{*}&*&*&*\\0&*&*&*\\0&*&*&*\end{pmatrix}},B={\begin{pmatrix}*&*&*&*\\0&*&*&*\\0&*&*&*\\0&0&0&*\end{pmatrix}}}
2. {\displaystyle A={\begin{pmatrix}*&*&*&*\\{*}&*&*&*\\0&*&*&*\\0&*&*&*\end{pmatrix}},B={\begin{pmatrix}*&*&*&*\\0&*&*&*\\0&0&*&*\\0&0&0&*\end{pmatrix}}}
3. {\displaystyle A={\begin{pmatrix}*&*&*&*\\{*}&*&*&*\\0&*&*&*\\0&0&*&*\end{pmatrix}},B={\begin{pmatrix}*&*&*&*\\0&*&*&*\\0&0&*&*\\0&0&*&*\end{pmatrix}}}
4. {\displaystyle A={\begin{pmatrix}*&*&*&*\\{*}&*&*&*\\0&*&*&*\\0&0&*&*\end{pmatrix}},B={\begin{pmatrix}*&*&*&*\\0&*&*&*\\0&0&*&*\\0&0&0&*\end{pmatrix}}}.

Falls {\displaystyle (A,B)}-invariante Unterräume berechnet werden sollen, so ist es notwendig, das Produkt der Transformationsmatrizen, die jeweils von links auf {\displaystyle A} und {\displaystyle B} angewendet werden, in einer Matrix {\displaystyle Q} und das Produkt der Transformationsmatrizen, die von rechts angewendet werden, in einer Matrix {\displaystyle Z} zu speichern.

## QZ-Algorithmus mit impliziten Shifts
1. {\displaystyle q:=0}
2. while {\displaystyle q<n} do
3. Bestimme alle {\displaystyle j\in \{1,\cdots ,n-1\}} mit {\displaystyle |a_{j+1,j}|\leq \varepsilon (|a_{j,j}|+|a_{j+1,j+1}|)}. Für diese {\displaystyle j} setze {\displaystyle a_{j,j+1}=0}.
4. Deflation: Finde minimales {\displaystyle p} und maximales
{\displaystyle q} mit {\displaystyle p,q\in \{1,\cdots ,n\}} und definiere
{\displaystyle m:=n-p-q}, so dass gilt:
{\displaystyle A={\begin{pmatrix}A_{11}&A_{12}&A_{13}\\0&A_{22}&A_{23}\\0&0&A_{33}\end{pmatrix}}}, wobei {\displaystyle A_{11}\in \mathbb {R} ^{p\times p},A_{22}\in \mathbb {R} ^{m\times m},A_{33}\in \mathbb {R} ^{q\times q}} und {\displaystyle A_{11}} von oberer Hessenbergform, {\displaystyle A_{22}} von unreduzierter oberer Hessenbergform und {\displaystyle A_{33}} von quasi-oberer Dreiecksform ist.
5. Partitioniere {\displaystyle B} wie {\displaystyle A}, d. h. {\displaystyle B={\begin{pmatrix}B_{11}&B_{12}&B_{13}\\0&B_{22}&B_{23}\\0&0&B_{33}\end{pmatrix}}}, wobei {\displaystyle B_{11}\in \mathbb {R} ^{p\times p},B_{22}\in \mathbb {R} ^{m\times m},B_{33}\in \mathbb {R} ^{q\times q}} obere Dreiecksmatrizen sind.
6. Bringe {\displaystyle A_{33}} in obere Schurform: Finde orthogonale {\displaystyle Q_{33},Z_{33}} so, dass {\displaystyle A_{33}:=Q_{33}^{T}A_{33}Z_{33}} in Schurform und {\displaystyle B_{33}:=Q_{33}^{T}B_{33}Z_{33}} obere Dreiecksmatrix ist.
Falls erforderlich: Aufdatieren von {\displaystyle Q} und {\displaystyle Z}: {\displaystyle Q:=Q\mathrm {diag} (I_{p},I_{m},Q_{33})}, {\displaystyle Z:=Z\mathrm {diag} (I_{p},I_{m},Z_{33})}.
7. if {\displaystyle q<n}:
if {\displaystyle det(B_{22})=0}
Transformiere mithilfe einer Givens-Rotation von rechts {\displaystyle a_{n-q,n-q-1}=0}, um die Rang-Defizienz von {\displaystyle B_{22}} auf {\displaystyle B_{33}} zu verschieben. Durch die Annullierung von {\displaystyle a_{n-q,n-q-1}} ist {\displaystyle A_{22}} keine unreduzierte Hessenbergmatrix mehr, somit wird {\displaystyle q} erhöht und es besteht die Möglichkeit, dass
{\displaystyle B_{22}} in der neuen Partitionierung regulär ist.
else
Führe einen impliziten QZ-Schritt für {\displaystyle A_{22},B_{22}} aus:
{\displaystyle A_{22}:=Q_{22}^{T}A_{22}Z_{22},\quad {B_{22}}:=Q_{22}^{T}{B_{22}}Z_{22}}.
end if
8. end if

## Wahl der Shifts
9. Bestimme Shifts {\displaystyle a,b} als Eigenwerte von
{\displaystyle {\begin{pmatrix}a_{m-1,m-1}&a_{m-1,m}\\a_{m,m-1}&a_{m,m}\end{pmatrix}}{\begin{pmatrix}b_{m-1,m-1}&b_{m-1,m}\\0&b_{m,m}\end{pmatrix}}^{-1}}
10. Bestimme {\displaystyle (A_{22}B_{22}^{-1}-aI)(A_{22}B_{22}^{-1}-bI)e_{1}={\begin{pmatrix}\alpha \\\beta \\\gamma \\0\\\vdots \\0\end{pmatrix}}}

## Der implizite QZ-Schritt
11. Finde orthogonales {\displaystyle Q_{1}} mit {\displaystyle Q_{1}^{T}{\begin{pmatrix}\alpha \\\beta \\\gamma \end{pmatrix}}={\begin{pmatrix}*\\0\\0\end{pmatrix}}}
Für {\displaystyle B_{22}} folgt nun:
{\displaystyle {\begin{pmatrix}Q_{1}^{T}&0\\0&I_{m-3}\end{pmatrix}}B_{22}={\begin{pmatrix}*&*&*&\cdots &\cdots &*\\{*}&*&*&\cdots &\cdots &*\\{*}&*&*&\cdots &\cdots &*\\0&0&0&\ddots &&\vdots \\\vdots &\vdots &\vdots &&\ddots &\vdots \\0&0&0&\cdots &\cdots &*\end{pmatrix}}}.
Ziel ist es nun, die Dreiecksgestalt von {\displaystyle B_{22}} durch orthogonale Transformationen (Householder-Spiegelungen) von rechts wiederherzustellen:
12. Finde orthogonales {\displaystyle Z_{1}\in \mathbb {R} ^{3\times 3}} mit {\displaystyle B_{22}\mathrm {diag} (Z_{1},I_{m-3})={\begin{pmatrix}*&*&*&\cdots &\cdots &*\\{*}&*&*&\cdots &\cdots &*\\0&0&*&\cdots &\cdots &*\\0&0&0&\ddots &&\vdots \\\vdots &\vdots &\vdots &&\ddots &\vdots \\0&0&0&\cdots &\cdots &*\end{pmatrix}}}. Finde dann  orthogonales {\displaystyle Z_{1}'\in \mathbb {R} ^{2\times 2}}, so dass
{\displaystyle B_{22}\mathrm {diag} (Z_{1},I_{m-3})\mathrm {diag} (Z_{1}',I_{m-2})={\begin{pmatrix}*&*&*&\cdots &\cdots &*\\0&*&*&\cdots &\cdots &*\\0&0&*&\cdots &\cdots &*\\0&0&0&\ddots &&\vdots \\\vdots &\vdots &\vdots &&\ddots &\vdots \\0&0&0&\cdots &\cdots &*\end{pmatrix}}}.
Für {\displaystyle A_{22}} ergibt sich nun:
{\displaystyle {\tilde {A}}_{22}:={A_{22}}\mathrm {diag} (Z_{1},I_{m-3})\mathrm {diag} (Z'_{1},I_{m-2})={\begin{pmatrix}*&*&*&\cdots &\cdots &\cdots &*\\{*}&*&*&\cdots &\cdots &\cdots &*\\{*}&*&*&\cdots &\cdots &\cdots &*\\{*}&*&*&\cdots &\cdots &\cdots &*\\0&0&0&\ddots &&&\vdots \\\vdots &\vdots &\vdots &&\ddots &&\vdots \\0&0&0&\cdots &0&*&*\end{pmatrix}}}. D.h., die Hessenbergstruktur von {\displaystyle A_{22}} ist durch einen unerwünschten 2x2 „Buckel“ zerstört.
13.  Dieser Buckel kann durch elementäre, orthogonale Transformationen (z. B. Householder-Spiegelungen) von links eliminiert werden. Finde also orthogonales  {\displaystyle Q''_{1}\in \mathbb {R} ^{3\times 3}}, {\displaystyle Q_{1}'\in \mathbb {R} ^{3\times 3}} mit
{\displaystyle \mathrm {diag} (1,Q'_{1},I_{m-4})^{T}\mathrm {diag} (I_{2},Q''_{1},I_{m-5})^{T}{{\tilde {A}}_{22}}={\begin{pmatrix}*&*&*&\cdots &\cdots &\cdots &*\\*&*&*&\cdots &\cdots &\cdots &*\\0&*&*&\ddots &\cdots &\cdots &*\\0&0&*&\ddots &\cdots &\cdots &*\\0&0&0&*&&\vdots \\\vdots &\vdots &\vdots &&\ddots &&\vdots \\0&0&0&\cdots &0&*&*\end{pmatrix}}}. Es werden also nacheinander die Vektoren {\displaystyle {\begin{pmatrix}a_{21}\\a_{31}\\a_{41}\end{pmatrix}}} und {\displaystyle {\begin{pmatrix}a_{32}\\a_{42}\\a_{52}\end{pmatrix}}}auf {\displaystyle {\begin{pmatrix}*\\0\\0\end{pmatrix}}}transformiert.
Die Anwendung der Transformation auf {\displaystyle {\tilde {B}}_{22}}von links ergibt jedoch
{\displaystyle \mathrm {diag} (1,Q'_{1},I_{m-4})^{T}\mathrm {diag} (I_{2},Q''_{1},I_{m-5})^{T}{{\tilde {B}}_{22}}={\begin{pmatrix}*&*&*&\cdots &\cdots &\cdots &*\\0&*&*&\cdots &\cdots &\cdots &*\\0&*&*&\ddots &\cdots &\cdots &*\\0&*&*&*&\ddots &\cdots &*\\0&0&0&0&*&\vdots \\\vdots &\vdots &\vdots &&\ddots &&\vdots \\0&0&0&\cdots &0&0&*\end{pmatrix}}}, d. h. ein Buckel ist jetzt eine Position tiefer entlang der Diagonalen entstanden.
14. Man wiederhole die Schritte 11–13 so lange, bis {\displaystyle A_{22}} wieder in oberer Hessenberg- und {\displaystyle B_{22}} wieder in oberer Dreieckstruktur vorliegt. Diesen Prozess bezeichnet man, analog zum QR-Algorithmus, auch als „Buckel-Jagen“ oder „Bulge-Chasing“. Die Eliminierung eines Buckels in {\displaystyle B_{22}} an der Diagonalposition j mit Transformationen von links führt zu einem Buckel an der entsprechenden Position in {\displaystyle A_{22}}. Wird dieser Buckel mit Transformationen von rechts eliminiert, führt das zu einem Buckel in {\displaystyle B_{22}} an der Diagonalposition j+1 usw.
15. Nach {\displaystyle m-2} Schritten wird das Ziel erreicht und es ergibt sich {\displaystyle Q_{22}^{T}=\mathrm {diag} (Q_{1},I_{m-3})^{T}\mathrm {diag} (1,Q'_{1},I_{m-4})^{T}\mathrm {diag} (I_{2},Q_{1}'',I_{m-5})^{T}\cdots \mathrm {diag} (I_{m-3},Q_{m-2})^{T}}. Analog erhält man
{\displaystyle Z_{22}=\mathrm {diag} (Z_{1},I_{m-3})\mathrm {diag} (Z_{1}',I_{m-2})\cdots \mathrm {diag} (I_{m-2},Z_{m-2})\mathrm {diag} (I_{m-2},Z_{m-2}')}.
Falls {\displaystyle (A,B)}-invarianten Unterräume benötigt werden, ist es notwendig die Matrizen {\displaystyle {Q}} und {\displaystyle Z} aufzudatieren:
{\displaystyle Q:=Q\mathrm {diag} (I_{p},Q_{22},I_{q})}, {\displaystyle Z:=Z\mathrm {diag} (I_{p},Z_{22},I_{q})}
16. end while

## Bestimmung der Eigenwerte
In den meisten Fällen konvergiert {\displaystyle (A,B)} im QZ-Algorithmus gegen seine verallgemeinerte, reelle Schur-Form.
Für skalare Diagonalblöcke in A gilt {\displaystyle \lambda _{i}={\frac {a_{ii}}{b_{ii}}}:b_{ii}\neq 0} und {\displaystyle \lambda _{i}=\infty } falls {\displaystyle b_{ii}=0}. Falls ein
{\displaystyle i} existiert, für das {\displaystyle a_{ii}=b_{ii}=0} ist, so ist {\displaystyle \Lambda (A,B)=\mathbb {C} }. {\displaystyle 2\times 2} Diagonalblöcke von {\displaystyle A} beziehen sich (analog zum QR-Algorithmus) auf Paare komplex konjugierter Eigenwerte {\displaystyle \lambda ,{\overline {\lambda }}=\Lambda \left({\begin{pmatrix}a_{ii}&a_{i,i+1}\\a_{i+1,i}&a_{i+1,i+1}\end{pmatrix}},{\begin{pmatrix}b_{ii}&b_{i,i+1}\\0&b_{i+1,i+1}\end{pmatrix}}\right)}.